# Raggio spettrale
In matematica, il raggio spettrale di una matrice o di un operatore lineare limitato è l'estremo superiore della norma del modulo degli elementi del suo spettro. Spesso è denotato con {\displaystyle \rho (\cdot )}.
In analisi numerica il raggio spettrale viene utilizzato per determinare se un metodo iterativo è convergente verso la soluzione di un problema. È dimostrato infatti che un metodo iterativo per la risoluzione di un sistema lineare (come il metodo di Jacobi o quello di Gauss-Seidel) converge alla soluzione del sistema se e solo se il raggio spettrale della matrice di iterazione è strettamente minore di 1.

## Matrici
Siano {\displaystyle \lambda _{1},\dots \lambda _{n}} autovalori (reali o complessi) di una matrice {\displaystyle A\in \mathbb {C} ^{n\times n}}. Allora il suo raggio spettrale {\displaystyle \rho (A)} è definito come:
{\displaystyle \rho (A)\equiv \max _{i}(|\lambda _{i}|)}
Un limite superiore per il raggio spettrale è dato dal seguente lemma. Sia {\displaystyle A\in \mathbb {C} ^{n\times n}} una matrice complessa, {\displaystyle \rho (A)} il suo raggio spettrale e {\displaystyle \|\cdot \|} una norma matriciale consistente. Allora per ogni {\displaystyle k\in \mathbb {N} } si ha:
{\displaystyle \rho (A)\leq \|A^{k}\|^{1/k}}
Infatti, sia {\displaystyle (\mathbf {v} ,\lambda )} una coppia autovettore-autovalore relativi ad {\displaystyle A}. Per la proprietà sub-moltiplicativa della norma matriciale:
{\displaystyle |\lambda |^{k}\|\mathbf {v} \|=\|\lambda ^{k}\mathbf {v} \|=\|A^{k}\mathbf {v} \|\leq \|A^{k}\|\cdot \|\mathbf {v} \|}
e dato che {\displaystyle \mathbf {v} \neq 0} per ogni {\displaystyle \lambda } si ha:
{\displaystyle |\lambda |^{k}\leq \|A^{k}\|}
e dunque:
{\displaystyle \rho (A)\leq \|A^{k}\|^{1/k}}
come si voleva mostrare.
Il raggio spettrale è strettamente legato al comportamento della convergenza della successione delle potenze di una matrice. In pratica, vale il seguente teorema. Sia {\displaystyle A\in \mathbb {C} ^{n\times n}} una matrice complessa e {\displaystyle \rho (A)} il suo raggio spettrale. Allora {\displaystyle \lim _{k\to \infty }A^{k}=0} se e solo se {\displaystyle \rho (A)<1}. Inoltre, se {\displaystyle \rho (A)>1} allora {\displaystyle \|A^{k}\|} non è limitato per valori di {\displaystyle k} crescenti.
Per mostrare che {\displaystyle \lim _{k\to \infty }A^{k}=0} implica {\displaystyle \rho (A)<1}, sia {\displaystyle (\mathbf {v} ,\lambda )} una coppia autovettore-autovalore relativi ad {\displaystyle A}. Dato che:
{\displaystyle A^{k}\mathbf {v} =\lambda ^{k}\mathbf {v} }
si ha:
{\displaystyle {\begin{aligned}0&=\left(\lim _{k\to \infty }A^{k}\right)\mathbf {v} \\&=\lim _{k\to \infty }A^{k}\mathbf {v} \\&=\lim _{k\to \infty }\lambda ^{k}\mathbf {v} \\&=\mathbf {v} \lim _{k\to \infty }\lambda ^{k}\end{aligned}}}
e dato che per ipotesi {\displaystyle \mathbf {v} \neq 0} si verifica:
{\displaystyle \lim _{k\to \infty }\lambda ^{k}=0}
che implica {\displaystyle |\lambda |<1}. Poiché questo deve essere vero per ogni autovalore, succede che {\displaystyle \rho (A)<1}.
Per mostrare che {\displaystyle \rho (A)<1} implica {\displaystyle \lim _{k\to \infty }A^{k}=0}, dal teorema di Jordan segue che per ogni matrice a valori nel campo complesso {\displaystyle A\in \mathbb {C} ^{n\times n}} esistono una matrice non singolare {\displaystyle V\in \mathbb {C} ^{n\times n}} e una matrice diagonale a blocchi {\displaystyle J\in \mathbb {C} ^{n\times n}} tali che:
{\displaystyle A=VJV^{-1}}
con:
{\displaystyle J={\begin{bmatrix}J_{m_{1}}(\lambda _{1})&0&0&\cdots &0\\0&J_{m_{2}}(\lambda _{2})&0&\cdots &0\\\vdots &\cdots &\ddots &\cdots &\vdots \\0&\cdots &0&J_{m_{s-1}}(\lambda _{s-1})&0\\0&\cdots &\cdots &0&J_{m_{s}}(\lambda _{s})\end{bmatrix}}}
dove:
{\displaystyle J_{m_{i}}(\lambda _{i})={\begin{bmatrix}\lambda _{i}&1&0&\cdots &0\\0&\lambda _{i}&1&\cdots &0\\\vdots &\vdots &\ddots &\ddots &\vdots \\0&0&\cdots &\lambda _{i}&1\\0&0&\cdots &0&\lambda _{i}\end{bmatrix}}\in \mathbb {C} ^{m_{i},m_{i}}\qquad 1\leq i\leq s}
Si vede facilmente che:
{\displaystyle A^{k}=VJ^{k}V^{-1}}
e dato che {\displaystyle J} è diagonale a blocchi:
{\displaystyle J^{k}={\begin{bmatrix}J_{m_{1}}^{k}(\lambda _{1})&0&0&\cdots &0\\0&J_{m_{2}}^{k}(\lambda _{2})&0&\cdots &0\\\vdots &\cdots &\ddots &\cdots &\vdots \\0&\cdots &0&J_{m_{s-1}}^{k}(\lambda _{s-1})&0\\0&\cdots &\cdots &0&J_{m_{s}}^{k}(\lambda _{s})\end{bmatrix}}}
Un noto risultato riguardante la k-esima potenza di un blocco di Jordan {\displaystyle m_{i}\times m_{i}} stabilisce che per {\displaystyle k\geq m_{i}-1} si ha:
{\displaystyle J_{m_{i}}^{k}(\lambda _{i})={\begin{bmatrix}\lambda _{i}^{k}&{k \choose 1}\lambda _{i}^{k-1}&{k \choose 2}\lambda _{i}^{k-2}&\cdots &{k \choose m_{i}-1}\lambda _{i}^{k-m_{i}+1}\\0&\lambda _{i}^{k}&{k \choose 1}\lambda _{i}^{k-1}&\cdots &{k \choose m_{i}-2}\lambda _{i}^{k-m_{i}+2}\\\vdots &\vdots &\ddots &\ddots &\vdots \\0&0&\cdots &\lambda _{i}^{k}&{k \choose 1}\lambda _{i}^{k-1}\\0&0&\cdots &0&\lambda _{i}^{k}\end{bmatrix}}}
In questo modo, se {\displaystyle \rho (A)<1} allora {\displaystyle |\lambda _{i}|<1} per ogni {\displaystyle i}, sicché:
{\displaystyle \lim _{k\to \infty }J_{m_{i}}^{k}=0\ \forall i}
e questo implica:
{\displaystyle \lim _{k\to \infty }J^{k}=0}
Quindi:
{\displaystyle \lim _{k\to \infty }A^{k}=\lim _{k\to \infty }VJ^{k}V^{-1}=V(\lim _{k\to \infty }J^{k})V^{-1}=0}
D'altra parte, se {\displaystyle \rho (A)>1} allora vi è almeno un elemento in {\displaystyle J} che non rimane limitato per {\displaystyle k} crescente, concludendo la dimostrazione.

## Formula di Gel'fand
La formula di Gel'fand (1941) stabilisce che per ogni norma matriciale {\displaystyle \|\cdot \|} si ha:
{\displaystyle \rho (A)=\lim _{k\to \infty }\|A^{k}\|^{1/k}}
In altri termini, mostra come il raggio spettrale di {\displaystyle A} fornisca l'entità della crescita asintotica della norma di {\displaystyle A^{k}}, cioè:
{\displaystyle \|A^{k}\|\sim \rho (A)^{k}}
per {\displaystyle k\to \infty }.
Per la dimostrazione, si consideri la matrice:
{\displaystyle {\tilde {A}}=(\rho (A)+\epsilon )^{-1}A\qquad \epsilon >0}
Allora:
{\displaystyle \rho ({\tilde {A}})={\frac {\rho (A)}{\rho (A)+\epsilon }}<1}
e per il teorema precedente:
{\displaystyle \lim _{k\to \infty }{\tilde {A}}^{k}=0}
Per la definizione di limite di una successione, esiste un numero naturale {\displaystyle N_{1}\in \mathbb {N} } tale per cui:
{\displaystyle \|{\tilde {A}}^{k}\|<1\qquad \forall k\geq N_{1}}
che implica:
{\displaystyle \|A^{k}\|<(\rho (A)+\epsilon )^{k}\qquad \forall k\geq N_{1}}
o equivalentemente:
{\displaystyle \|A^{k}\|^{1/k}<(\rho (A)+\epsilon )\qquad \forall k\geq N_{1}}
Considerando ora la matrice:
{\displaystyle {\check {A}}=(\rho (A)-\epsilon )^{-1}A}
in modo analogo si ha:
{\displaystyle \rho ({\check {A}})={\frac {\rho (A)}{\rho (A)-\epsilon }}>1}
e per il teorema precedente {\displaystyle \|{\check {A}}^{k}\|} non è limitata. Esiste quindi {\displaystyle N_{2}\in \mathbb {N} } tale per cui:
{\displaystyle \|{\check {A}}^{k}\|>1\qquad \forall k\geq N_{2}}
che implica:
{\displaystyle \|A^{k}\|>(\rho (A)-\epsilon )^{k}\qquad \forall k\geq N_{2}}
o:
{\displaystyle \|A^{k}\|^{1/k}>(\rho (A)-\epsilon )\qquad \forall k\geq N_{2}}
Considerando:
{\displaystyle N:=\max(N_{1},N_{2})}
allora per ogni {\displaystyle \epsilon >0} esiste {\displaystyle N\in \mathbb {N} } tale che per ogni {\displaystyle k\geq N}:
{\displaystyle \rho (A)-\epsilon <\|A^{k}\|^{1/k}<\rho (A)+\epsilon }
dunque:
{\displaystyle \lim _{k\to \infty }\|A^{k}\|^{1/k}=\rho (A)}
come si voleva mostrare.
La formula di Gel'fand conduce direttamente ad un limite per il raggio spettrale del prodotto di infinite matrici. Nello specifico, assumendo che esse commutano reciprocamente:
{\displaystyle \rho (A_{1}A_{2}\ldots A_{n})\leq \rho (A_{1})\rho (A_{2})\ldots \rho (A_{n})}
Inoltre, nel caso la norma matriciale sia consistente, grazie al lemma enunciato in precedenza si può rimpiazzare, nella definizione del limite, il limite inferiore sinistro con il raggio spettrale stesso. Quindi per ogni {\displaystyle \epsilon >0} esiste {\displaystyle N\in \mathbb {N} } tale per cui:
{\displaystyle \rho (A)\leq \|A^{k}\|^{1/k}<\rho (A)+\epsilon \qquad \forall k\geq N}
e dunque:
{\displaystyle \lim _{k\to \infty }\|A^{k}\|^{1/k}=\rho (A)^{+}}

### Operatori lineari limitati
Per un operatore lineare limitato {\displaystyle A} e una norma operatoriale {\displaystyle \|\cdot \|}, il raggio spettrale {\displaystyle \rho (A)} di {\displaystyle A} è dato dalla formula di Gel'fand.

## Esempio
Si consideri la matrice:
{\displaystyle A={\begin{bmatrix}9&-1&2\\-2&8&4\\1&1&8\end{bmatrix}}}
i cui autovalori sono 5, 10, 10. Per definizione, il suo raggio spettrale è {\displaystyle \rho (A)=10}. Nella tabella che segue sono riportati i valori di {\displaystyle \|A^{k}\|^{1/k}} per le quattro norme più utilizzate, ordinati per {\displaystyle k} crescente. Si nota che a causa della particolare forma della matrice {\displaystyle \|.\|_{1}=\|.\|_{\infty }}.
| k                       | {\displaystyle \\|.\\|_{1}=\\|.\\|_{\infty }} | {\displaystyle \\|.\\|_{F}} | {\displaystyle \\|.\\|_{2}} |
| ----------------------- | --------------------------------------------- | --------------------------- | --------------------------- |
| 1                       | 14                                            | 15.362291496                | 10.681145748                |
| 2                       | 12.649110641                                  | 12.328294348                | 10.595665162                |
| 3                       | 11.934831919                                  | 11.532450664                | 10.500980846                |
| 4                       | 11.501633169                                  | 11.151002986                | 10.418165779                |
| 5                       | 11.216043151                                  | 10.921242235                | 10.351918183                |
| {\displaystyle \vdots } | {\displaystyle \vdots }                       | {\displaystyle \vdots }     | {\displaystyle \vdots }     |
| 10                      | 10.604944422                                  | 10.455910430                | 10.183690042                |
| 11                      | 10.548677680                                  | 10.413702213                | 10.166990229                |
| 12                      | 10.501921835                                  | 10.378620930                | 10.153031596                |
| {\displaystyle \vdots } | {\displaystyle \vdots }                       | {\displaystyle \vdots }     | {\displaystyle \vdots }     |
| 20                      | 10.298254399                                  | 10.225504447                | 10.091577411                |
| 30                      | 10.197860892                                  | 10.149776921                | 10.060958900                |
| 40                      | 10.148031640                                  | 10.112123681                | 10.045684426                |
| 50                      | 10.118251035                                  | 10.089598820                | 10.036530875                |
| {\displaystyle \vdots } | {\displaystyle \vdots }                       | {\displaystyle \vdots }     | {\displaystyle \vdots }     |
| 100                     | 10.058951752                                  | 10.044699508                | 10.018248786                |
| 200                     | 10.029432562                                  | 10.022324834                | 10.009120234                |
| 300                     | 10.019612095                                  | 10.014877690                | 10.006079232                |
| 400                     | 10.014705469                                  | 10.011156194                | 10.004559078                |
| {\displaystyle \vdots } | {\displaystyle \vdots }                       | {\displaystyle \vdots }     | {\displaystyle \vdots }     |
| 1000                    | 10.005879594                                  | 10.004460985                | 10.001823382                |
| 2000                    | 10.002939365                                  | 10.002230244                | 10.000911649                |
| 3000                    | 10.001959481                                  | 10.001486774                | 10.000607757                |
| {\displaystyle \vdots } | {\displaystyle \vdots }                       | {\displaystyle \vdots }     | {\displaystyle \vdots }     |
| 10000                   | 10.000587804                                  | 10.000446009                | 10.000182323                |
| 20000                   | 10.000293898                                  | 10.000223002                | 10.000091161                |
| 30000                   | 10.000195931                                  | 10.000148667                | 10.000060774                |
| {\displaystyle \vdots } | {\displaystyle \vdots }                       | {\displaystyle \vdots }     | {\displaystyle \vdots }     |
| 100000                  | 10.000058779                                  | 10.000044600                | 10.000018232                |